# Heinrich Ferenc
Ómoraviczai Heinrich Ferenc (Pest, 1866. április 1. – Budapest, 1925. május 30.): kereskedelemügyi miniszter, vasáru-nagykereskedő.

## Életpályája
Régi pesti családban született. Apja  Heinrich Ferenc vaskereskedő, anyja  Tömöry Eugénia. Körmöcbányán járt a reáliskolába, majd a kereskedelmi akadémia hallgatója volt Budapesten. Tanulmányai után gyakornokként 1884-től 1886-ig Grazban és Triesztben Carl Greinitz vasgyárában, ezután szolgálta le önkéntesi évét Budapesten, tartalékos hadnagy lett. 1888 és 1918 között családja vasnagykereskedő cégét vezette. Az első világháború idején a Budapesti Kereskedelmi és Iparkamara alelnöke és Lánczy Leó mellett a hadigazdálkodás megszervezője. Szerepet játszott a Pesti Lloyd Társulatban és az Országos Magyar Gazdasági Egyesületben, elnöke volt a budapesti Kereskedelmi Testületnek, igazgatósági tagja a Salgótarjáni Kőszénbánya Rt.-nak és számos iparvállalatnak. 1918-ban, az őszirózsás forradalom után létrehozta a Károlyi-kormánnyal szembenálló liberális Magyar Polgári Pártot, 1919. augusztus 17-től szeptember 17-ig és 1919. november 24-től 1920. március 15-ig a Friedrich-, majd a Huszár-kormány kereskedelemügyi minisztere. 1920-ban létrehozta a Nemzeti Középpártot, ennek felbomlása után 1922-ben megszervezte a Nemzeti Polgári Pártot, melynek elnökeként 922-tól haláláig a nemzetgyűlésben foglalt helyet a tabi kerület képviselőjeként.

## További információk

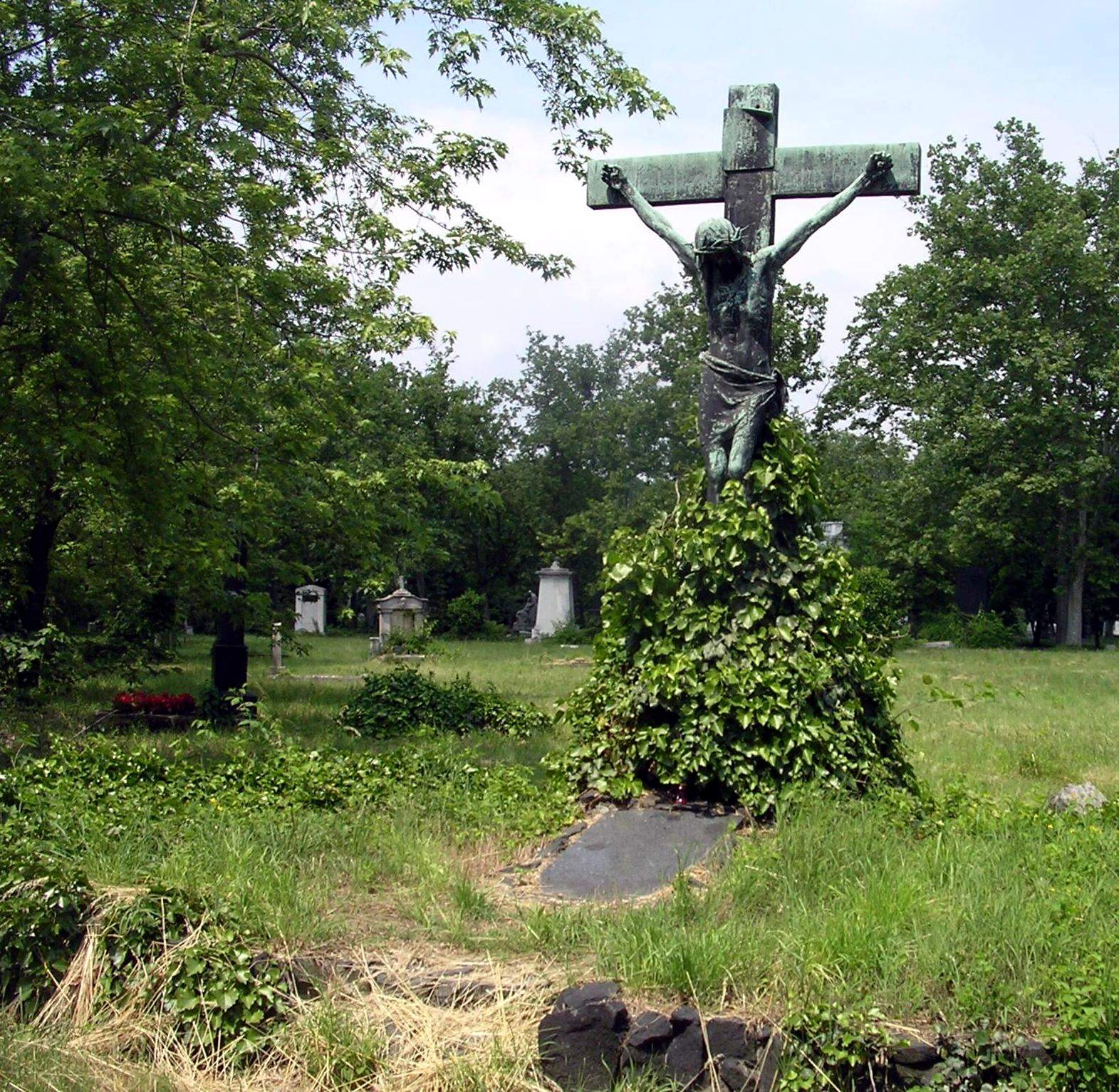
Sírja a Fiumei úti sírkertben Fadrusz János alkotta feszülettel (20-1-46)